# Niko Šilih
Niko Šilih, slovenski komunist, obveščevalec in diplomat, * 8. december 1919, Trebnje, † 23. september 1984, Ljubljana.
Šilih je organiziral NOV in POS na Dolenjskem, potem pa je postal vodja Ozne. Leta 1947 je postal pomočnik ministra Udbe za Slovenijo, republiški sekretar (minister) za notranje zadeve (1953), član CK ZKS itd.
Pozneje je bil veleposlanik SFRJ v Tuniziji.